# Сейм Речі Посполитої

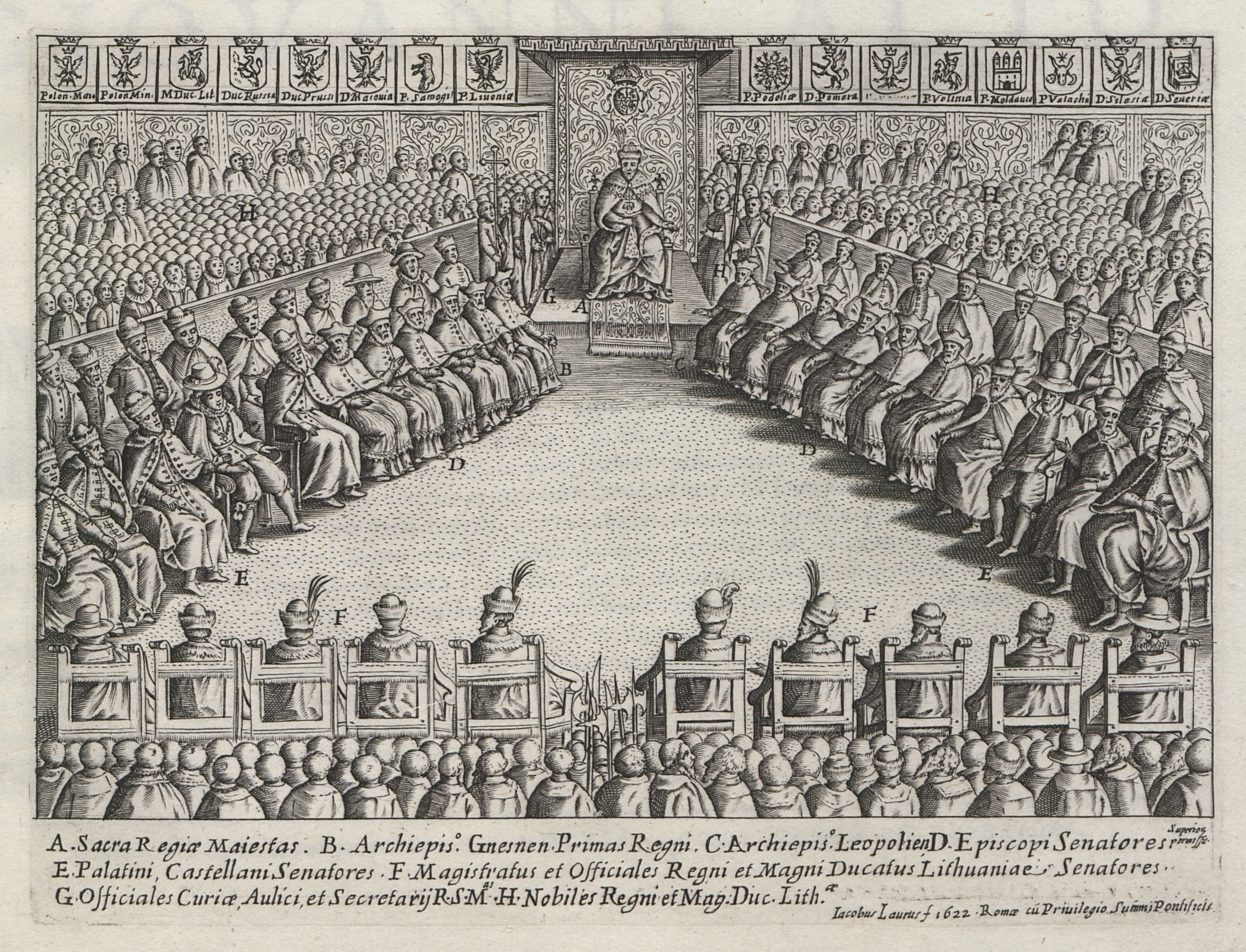
Сейм 1622 року, гравюра Джіакомо Лауро

Сейм (вальний [загальний] сейм; пол. sejm walny; лат. conventio generalis) — станово-представницький орган у Речі Посполитій у другій половині XVI–XVIII століттях. Загальний сейм Королівства Польського та Великого князівства Литовського був створений у результаті укладення Люблінської унії між цими державами в 1569 році. Сейм Речі Посполитої мав законодавчу і частково судову владу і складався з двох палат: Сенату та Посольської ізби. Сенатори, посли і монарх вважалися окремими сеймовими станами.

## Передісторія
Історія сейму корінням сягає до слов'янських вічевих традицій і пов'язана з еволюцією станової системи в Польщі, яка призвела до формування структур станово-представницької демократії. У 1182 році був проведений сейм в Ленчиці. Вальні (загальні) сейми почали проводитися з початку XV століття як результат збільшення ролі привілейованого стану — шляхти — в управлінні державою. Боротьба шляхти за розширення політичного впливу призвела до суттєвого обмеження королівської влади, закріпленому в цілому ряді документів, найважливішими з яких були Нешавські статути та Nihil novi.
Схожі процеси відбувалися і в Великому князівстві Литовському, з 1385 року об'єднаному з Польщею особистою унією. Велике значення для формування станово-представницьких органів тут мали Привілей Казимира IV 1447, Віленський привілей 1563, Бєльський привілей 1564, а також друга редакція Литовського статуту 1566.

## Склад
В результаті укладання Люблінської унії був утворений єдиний для обох держав вальний сейм. Сейм складався з двох палат: Сенату Речі Посполитої і Посольської ізби. Склад Сенату (верхньої палати, що утворилася на основі колишньої королівської ради) зазнав істотних змін, у нього, крім всіх членів колишнього Сенату сейму Королівства Польського (2 архієпископів, 7 єпископів, 15 воєвод, 17 «старших» і 49 «молодших» каштелянів, 5 вищих посадових осіб), увійшли представники від Великого князівства Литовського і Королівської Пруссії.
Від Королівської Пруссії, що раніше мала власні парламентські інститути, в Сейм увійшли 2 єпископи, 3 воєводи і 3 каштеляни; від територій, інкорпорованих Королівством Польським від Великого князівства Литовського, до Сейму увійшли 2 єпископи (луцький і київський), 4 воєводи (київський волинський, брацлавський та підляських) і 4 каштеляни; від Великого князівства Литовського до складу Сейму увійшли члени колишньої Ради, але не всі: 2 єпископи (віленський і жемайтський), 9 воєвод (віленський, троцький, смоленський, полоцький, новогрудський, вітебський, берестейський, мстиславський та мінський), староста жемайтський, 10 каштелянів (9 воєводств і 10-й жемайтський) та 5 вищих посадових осіб (маршалок земський, канцлер, підканцлер, підскарбій земський та маршалок дворний). Таким чином, за рішенням Люблінського сейму 1569 Сенат Речі Посполитої складався зі 140 сенаторів, причому Велике князівство Литовське, формально будучи рівноправною з Королівством Польським частиною спільної держави, представляли тільки 29 сенаторів, тобто менше 20 % членів Сенату.
Посольська ізба формувалася виключно з сеймових послів (депутатів), які обиралися повітовими сеймиками і отримували від них інструкції, яких повинні були дотримуватися під час вального сейму. Кількість депутатів від воєводств і земель Польщі регулювалося звичаєвим правом. У Великому князівстві Литовському від кожного повіту обиралося по два посли, якщо ж воєводство не ділилося на повіти, то воно вважалося за один повіт і також посилало на сейм двох депутатів. Жемайтське староство, яке не було воєводством, але мало статус, рівний воєводському, спочатку мало теж двох послів, але з 1764 року їх число було збільшено до трьох, а 1766 — до шести депутатів. Після підписання Люблінської унії до складу Посольської ізби входило 170 послів, з яких Велике князівство Литовське представляли 48 депутатів (близько 28 %). Згодом число сеймових послів збільшувалося, в основному, шляхом створення нових адміністративно-територіальних одиниць.
З містян право брати участь у засіданні Сейму мали лише представники найбільших міст: Кракова , Гданська, Варшави, Львова, Кам'янця- Подільського, Вільни, Могильова (з 1661), а також, за неточними даними, Гродно, Вітебська і Друї, — які мали лише дорадчий голос і зазвичай називалися аблегатами (від лат.ablegatus- посол).

## Повноваження
У виняткову компетенцію Сейму входило видання законодавчих актів, введення податків, скликання посполитого рушення, нобілітація, вироблення загального курсу зовнішньої політики, затвердження мирних договорів і перемир'я, контроль над діяльністю короля і державних чиновників.
Важливу роль в зростанні значення Сейму зіграли періоди безкоролів'я після смерті Сигізмунда II Августа (1572–1574) і втечі з Речі Посполитої Генріха Валуа (1574–1575). У цей час була остаточно вироблена процедура обрання монарха, що складалася з трьох етапів. На першому етапі проводився конвокаційний сейм (від лат. convocatio — скликання), на якому призначалися місце і дата виборів короля і великого князя і позначалися умови, які ставляться до кандидатів на престол. Конвокаційний сейм скликався після смерті монарха примасом Польщі — архієпископом гнезненським, який вважався першим з сенаторів і мав титул інтеррекса, і не міг бути скасований. На варшавському конвокаційному сеймі 1573 був введений принцип прямого обрання монарха всією шляхтою, яка з'явилася на елекційний сейм, що проводився в околицях Варшави. Зазвичай в елекції брало участь близько 100 тисяч осіб. Після обрання монарха оголошувався коронаційний сейм, на якому новий король і великий князь підтверджував умови, на яких відбулося його обрання (Pacta conventa та Генрихові артикули).
Згідно з Генріховими артикулами, вперше прийнятими Генріхом Валуа на елекційному сеймі 1573 року, монарх зобов'язався не рідше одного разу на два роки скликати ординарний (звичайний) сейм терміном на шість тижнів. У разі особливої необхідності монарх міг скликати екстраординарні сейми, що відрізнялися від звичайних тим, що сесія тривала 2 тижні. Монарх зберігав право на законодавчу ініціативу і санкціонування сеймових постанов, а крім того міг впливати на законодавство шляхом модерування (остаточного редагування) законів перед їх оприлюдненням.
Генрихові артикули, визначали фундаментальні засади політичного устрою Речі Посполитої: король визнавав вільну елекцію (вибір короля), зрікався спадковості титулу, зобов'язувався залагоджувати справи війни і миру з урахуванням думки сенату, утримувати Кварцяне військо, не скликати Посполите рушення без згоди сейму, збирати Вальний сейм раз на два роки. Такі сейми називалися звичайними і тривали не більш як 6 тижнів. У разі потреби збиралися надзвичайні вальні сейми, тривалість яких не перевищувала 2–3 тижні (для продовження роботи сейму після закінчення визначеного терміну потрібна була згода всіх послів). Сейми Речі Посполитої збиралися у Варшаві, а від 1673 року кожен третій з них — у Гродно (нині Білорусь). Коронаційні сейми відбувалися у Кракові.
Прийняття ухвалених Вальним сеймом норм-конституцій базувалося на засаді одностайної згоди. Причому посли від шляхетських сеймиків зобов'язані були суворо дотримуватися наданих їм інструкцій. Оскільки регіональна шляхта часто керувалася насамперед місцевими інтересами, то в інструкціях послам наказувалося схвалювати рішення вальних сеймів лише після того, як на ньому будуть задоволені вимоги сеймика. Необхідність для депутатів дотримуватися подібних інструкцій, а також засада одностайності під час прийняття ухвал і чинність права «Liberum veto» давали змогу впливовим магнатам у разі загрози їхнім інтересам використовувати названі правові процедури як інструмент для блокування роботи вальних сеймів. Внаслідок цього протягом 2-ї половини 16-18 ст. майже третина вальних сеймів завершилася безрезультатно або була зірвана. Криза шляхетського парламентаризму стала незворотною внаслідок поділів Польщі 1772, 1793, 1795, коли Вальний сейм занепав як центральний інститут політичної системи шляхетської Речі Посполитої.
У роботі вальних сеймів брали активну участь депутати від шляхетських сеймиків українських земель, що сприяло закоріненню в політичній свідомості українських шляхтичів уявлення про Річ Посполиту як спільну політичну батьківщину шляхти незалежно від її регіональної й національної належності. На цих сеймах депутати від українських сеймиків порушували правові, оборонні, релігійні та інші питання, у вирішенні яких був зацікавлений загал місцевої шляхти. Протягом 1-ї половини XVII ст. перед Вальним сеймом висували свої станові й надстанові політичні вимоги також запорозькі козаки.
Крім системи так званої «вільної елекції» сформувалися і інші сеймові інститути. Для замирення після внутрішніх конфліктів між угрупованнями знаті проводилися пацифікаційні сейми. Конфедераціями скликалися конфедеративні сейми, на яких не діяло право liberum veto, тобто рішення приймалися простою більшістю голосів.
Важливою політично-правовою основою діяльності Вального сейму слугували пакти-конвенти (pacta conventa). Вони були прийняті одночасно з Генриковими статтями і становили собою публічно-правову угоду між шляхтою та новообраним королем. Згідно з ними, кандидат на корону перед вступом на трон давав конкретні зобов'язання щодо проведення закордонної політики, певних фінансових питань тощо (1632 року генрикові статті були об'єднані в один правовий акт з пактами-конвентами). Від 1578 Вальний сейм став розглядати питання щодо Нобілітації, також брав участь у визначенні курсу закордонної політики, здійснював контроль над урядом, а через сенаторів-резидентів — і над діяльністю короля.
Політична роль і законодавчі функції Вального сейму зазнавали змін на період «безвладдя», коли влада переходила до так званої каптурової конфедерації шляхти (див. Конфедерації шляхетські), а фактичним главою держави ставав примас (гнєзненський архієпископ). Обов'язком останнього ставала організація елекції. Першим її етапом була конвокація, тобто скликання послів від воєводств, які утворювали каптур — генеральну конфедерацію, що охоплювала шляхту загалом, з метою організації влади (апеляційний суд генеральної конфедерації мав статус найвищого), а також реалізації певних домагань магнатів і шляхти. Другим організаційним етапом був елекційний сейм, що відбувався неподалік Варшави. Він розглядав кандидатури на корону й укладав пакти-конвенти. На цей сейм прибували шляхетський загал і представники привілейованих міст. Вибір короля ґрунтувався на засаді одностайної згоди виборців і відбувався шляхом елекції viritim (уся шляхта мала право брати участь у виборах короля безпосередньо). Завершенням елекції був коронаційний сейм, на якому король видавав загальне підтвердження станових прав і складав коронаційну присягу, а також затверджувалися законодавчі акти, прийняті під час «безвладдя».